# PC Fútbol 4.0
PC Fútbol 4.0 es un simulador de gestión deportiva de fútbol desarrollado por Dinamic Multimedia dentro de la saga PC Fútbol. El juego pertenece a la temporada 1995-1996 de la Liga española de fútbol.

## Historia
En noviembre de 1995, apareció PC Fútbol 4.0 sin duda un gran avance para este juego y predecesor de las mejores versiones de PC Fútbol, puso los cimientos para PC Fútbol 5.0 y PC Fútbol 6.0, considerando a estos dos como los mejores de todas las versiones, superando a las sucesoras.
La versión 4.0 se parece a las anteriores desde el punto de vista estético/gráfico (simulador y menús son parecidos a los del PC Fútbol 3.0), pero supuso notables mejoras que se han ido puliendo en las versiones posteriores.

## Mejoras respecto la versión 3.0
- Mejoras de jugabilidad y gráficas en el desarrollo de los partidos.
- Las demarcaciones específicas de cada jugador ahora sí que se tienen en cuenta, por ejemplo: si un jugador era líbero y lo ponías jugando de delantero perdía media).
- Se tiene en cuenta el estado físico y la moral de los jugadores.
- Se incluyen varios torneos europeos (Copa de Europa, Recopa y Copa de la UEFA) y la Copa del Rey.
- El modo ProManager sin duda fue la gran mejora de esta versión, en este modo elegías un equipo de 2ª división y se trataba de conseguir lo máximo, teniendo en cuenta unos objetivos que te pedían, podías recibir ofertas de otros equipos para entrenarlos e ir cambiando de aires.

### Curiosidades
PC Fútbol 4.0 tuvo 2 soportes:
1. Disquettes (fue la última versión que dio soporte en disquettes)
2. CD-ROM

Esta versión tuvo mucho éxito, con lo que Dinamic Multimedia creó otros PC Fútbol para otros países (PC Calcio, PC Argentina, etc…).

### Actualizaciones de la Comunidad
Se han realizado varias actualizaciones por usuarios sobre la base original (4.5). Las más recientes son de la temporada 13/14 y de la 11/12. Pueden ser descargadas desde el siguiente enlace.